# 매잡과
매잡과(梅雜菓)는 한과의 일종이다. 밀가루를 반죽해 만드는 고소한 맛의 후식이며, 술안주로도 쓰인다. 유밀과의 일종으로 분류된다.

## 이름
매작과(梅雀菓), 매자과, '매엽과(梅葉菓), 타래과라고도 부른다. 매작과라는 이름은 과자의 모양이 매화나무에 참새가 앉은 모습과 유사하다는데서 나왔다.

## 조리법
밀가루에 물과 생강즙, 약간의 소금을 넣어 반죽하여 편 다음, 적당한 크기의 직사각형으로 썬다. 칼집을 세 개 넣어 가운데 칼집 안에 양쪽 끝을 집어넣고 꼬아 모양을 만든 뒤 식물성 기름에 튀긴다. 튀겨진 과자에 꿀이나 조청, 시럽 등을 바른 후 마지막으로 잣가루와 계핏가루를 뿌려 마무리한다.

## 같이 보기
- 천사의 날개